# Neophylax consimilis
Neophylax consimilis är en nattsländeart som beskrevs av Betten 1934. Neophylax consimilis ingår i släktet Neophylax och familjen Uenoidae. Inga underarter finns listade i Catalogue of Life.